# Anaclara
Anaclara ou Ana Clara est une actrice française active à la fin des années 1930. Son histoire est racontée par sa petite-fille, Vanessa Schneider, dans le roman La mère de ma mère.

## Biographie
Elle a interprété quelques rôles au cours d'une courte carrière interrompue par la Seconde Guerre mondiale. Elle était d'origine haïtienne.
Elle accorda la seule interview connue au journal Le Matin en juillet 1937.

## Filmographie
- 1936 : Toi, c'est moi, de René Guissart (sous le nom Ana Clara) : Bédélia[3]
- 1937 : Les Perles de la couronne, de Sacha Guitry et Christian-Jaque : la courtisane antillaise[4]
- 1937 : Le Chemin de lumière, de Paul Mesnier : la tahitienne convertie (non créditée)[5]
- 1937 : Le Compositeur du dessus, de Paul Mesnier : la femme de chambre (non créditée)[6],[7]
- 1938 : L'Escadrille de la chance, de Max de Vaucorbeil
- 1938 : Le Paradis de Satan, de Félix Gandéra[8]
- 1940 : Monsieur Hector, de Maurice Cammage